# Session (jeu vidéo)
Pour les articles homonymes, voir Session.
Session: Skate Sim est un jeu vidéo de skateboard (planche à roulettes) développé par le studio montréalais Crea-ture Studios (écrit creā-ture Studios Inc.) et édité par Nacon pour Microsoft Windows, Xbox One, Xbox Series, PlayStation 4 et PlayStation 5. Il est sorti sur Steam Early Access le 17 septembre 2019, avec une version définitive qui sera annoncée pour une date ultérieure. Le projet a été financé avec succès via Kickstarter en novembre 2017, dans les trois jours suivant son ouverture. 
Le jeu est considéré par beaucoup comme le successeur spirituel de la série Skate. Le jeu sort officiellement en mars 2022.

## Système de jeu
Session est un jeu vidéo à monde ouvert, qui promet d'exclure un système de notation et d'inclure un schéma de contrôle différent. Le jeu est présenté à la manière d'un objectif "fish-eye" à partir d'une mini caméra au format DV.

## Développement
Session a été conçu en 2015 sous le nom de travail Projet: Session. Entre ce moment et les deux années qui ont suivi, de nombreux fans et points de vente ont discuté d'un besoin majeur d'un nouveau jeu de skateboard. Le développeur Marc-Andre Houde a décrit l'inspiration pour le jeu comme une passion pour le sport. Houde a également déclaré que le jeu serait développé à l'aide d'Unreal Engine 4. À l'origine, l'équipe avait prévu de créer le jeu dans Unity, mais l'équipe était davantage attirée par les capacités multijoueurs d'Unreal.
Début novembre 2017, Crea-ture Studios a publié une démo gratuite pour Session,. Une bande-annonce publiée par l'équipe montre plusieurs clips de la démo, qui se déroule dans une prison sans nom et permet aux joueurs de patiner librement dans un skatepark fermé. Plus tard ce mois-ci, l'équipe a ouvert le projet sur Kickstarter, qui a atteint avec succès son objectif initial après trois jours.
Une bande-annonce de Session a été dévoilée lors de la conférence Microsoft à l'E3 2018.
Session a été publiée sur Steam Early Access le 17 septembre 2019 et sur Xbox Game Preview le 18 juin 2020.
Le 19 janvier 2021, il est annoncé que Nacon devient l'éditeur aux dépens de Crea-ture Studios qui croit aux projets du nouvel éditeur pour le jeu.
En juillet 2021, il a été confirmé que le jeu sortirait bien sur les consoles de Sony, la PlayStation 4 et la PlayStation 5.